# Pundt-Kammratte
Die Pundt-Kammratte (Ctenomys pundti) ist eine Art der Kammratten. Die Art kommt endemisch im zentralen bis nördlichen Argentinien vor, wo sie in den Provinzen Córdoba und San Luis nachgewiesen ist.

## Merkmale
Die Pundt-Kammratte erreicht laut Erstbeschreibung der Art aus dem Jahr 1900 eine Kopf-Rumpf-Länge von etwa 17,0 Zentimetern bei einer Schwanzlänge von etwa 4,3 Zentimetern. Neuere Daten geben eine Kopf-Rumpf-Länge von 14,4 bis 15,7 Zentimetern bei den Männchen und 13,5 bis 13,8 Zentimetern bei den Weibchen an. Die Hinterfußlänge beträgt mit Klaue 20 Millimeter. Es handelt sich damit um eine der kleinsten Arten der Gattung. Die Färbung der Rückenseite ist gelblich braun, die Bauchseite ist weißlich grau gefärbt. Dabei sind die Haare des Rückenfells an der Basis blau-grau und im oberen Bereich gelb-braun gefärbt. Die Oberseiten der Vorder- und Hinterfüße sind weißlich. Der Schwanz ist zweifarbig mit einer dunklen bis schwarzen Oberseite und einer hellgrauen bis weißen Unterseite.
Der Schädel und das Skelett sind klein und zierlich, der Hinterkopf ist auffällig gerundet mit einem wenig ausgeprägten Hinterhauptskamm. Die oberen Schneidezähne sind leicht vorstehend (proodont). Die Paukenblasen sind deutlich vergrößert und unterseits stark gerundet.
Der Karyotyp besteht aus einem doppelten Chromosomensatz von 2n = 50 Chromosomen (FN=84). Die Spermien sind symmetrisch.

## Verbreitung
Das Verbreitungsgebiet der Pundt-Kammratte ist auf das zentrale und nördliche Argentinien beschränkt, wo die Art endemisch nur in den südlichen Gebieten der Provinzen Córdoba und San Luis nachgewiesen ist.

## Lebensweise
Über die Lebensweise der Pundt-Kammratte liegen wie bei den meisten Arten der Kammratten nur sehr wenige Informationen vor. Sie lebt wie alle Kammratten weitgehend unterirdisch in Gangsystemen. Als Lebensraum nutzt sie sandige Böden im Grasland, Savannengebieten und Gebüschlandschaften der argentinischen Pampa und Espinal-Region. Sie ernährt sich generalistisch vegetarisch von der verfügbaren Vegetation, vor allem von Gräsern und Laub. Die Tiere sind Einzelgänger (solitär).

## Systematik
Die Pundt-Kammratte wird als eigenständige Art innerhalb der Gattung der Kammratten (Ctenomys) eingeordnet, die aus etwa 70 Arten besteht. Die wissenschaftliche Erstbeschreibung der Art stammt von dem deutschen Zoologen Alfred Nehring aus dem Jahr 1900, der sie anhand von Individuen aus Alejo Ledesma in der Provinz Córdoba in Argentinien beschrieb. Aufgrund von molekularbiologischen Daten wird sie der talarum-Gruppe um die Talas-Kammratte (Ctenomys talarum) zugerechnet. Teilweise wurde sie als Unterart der Mendoza-Kammratte (Ctenomys mendocinus) betrachtet.
Innerhalb der Art werden neben der Nominatform keine Unterarten unterschieden.

## Status, Bedrohung und Schutz
Die Pundt-Kammratte wird von der International Union for Conservation of Nature and Natural Resources (IUCN) als bedroht („endangered“) gelistet. Als Begründung wird das sehr kleine Verbreitungsgebiet mit einer Fläche der verfügbaren Lebensräume von weniger als 76 km2, die starke Fragmentierung der Bestände und der Rückgang der für die Art verfügbaren Habitate in der Pamparegion aufgrund der Ausbreitung der landwirtschaftlichen Nutzflächen angegeben. Dies stellt zudem die größte Bedrohung für die Bestände der Art dar.

## Belege
1. 1 2 3 4 5 6 7 8 9 10 11 12  Pundt’s Tuco-tuco. In: T.R.O. Freitas: Family Ctenomyidae In: Don E. Wilson, T.E. Lacher, Jr., Russell A. Mittermeier (Herausgeber): Handbook of the Mammals of the World: Lagomorphs and Rodents 1. (HMW, Band 6) Lynx Edicions, Barcelona 2016, S. 523. ISBN 978-84-941892-3-4.
2. 1 2 3 4  Ctenomys pundti in der Roten Liste gefährdeter Arten der IUCN 2019. Eingestellt von: C. J. Bidau, 2019. Abgerufen am 6. Mai 2020.
3. 1 2 3  Ctenomys pundti. In: Don E. Wilson, DeeAnn M. Reeder (Hrsg.): Mammal Species of the World. A taxonomic and geographic Reference. 2 Bände. 3. Auflage. Johns Hopkins University Press, Baltimore MD 2005, ISBN 0-8018-8221-4.